# Латинские литургические обряды

Эмблема Папства — тройная тиара и ключи

Латинские литургические обряды — литургические обряды в христианстве, возникшие и традиционно использовавшиеся на территории бывшей Западной римской империи до XI века в неразделённой Церкви, а после — в Католической. С XX века практикуют также (обычно в модифицированной форме) в отдельных приходах и монастырях некоторых Православных юрисдикций: Русской зарубежной церкви и архиепископии Антиохийского патриархата в США.

## Пояснение к терминологии
Часто употребляемый в связи с западными литургическими обрядами термин «латинский обряд» имеет 2 значения:
- синоним термина «западные литургические обряды», подчёркивающий общий для почти всех обрядов исторический язык богослужения — латинский.
- синоним римского литургического обряда.

Преобладающим среди западных литургических обрядов, как по численности верующих, так и по значению, является римский (латинский) обряд — основной обряд Римско-католической церкви. Остальные западные обряды локализованы рамками либо территории, либо монашеского ордена.

## Существующие обряды
- Амвросианский обряд — архиепархия Милана, и некоторые другие епархии северной Италии и Швейцарии.
- Мосарабский обряд — архиепархия Толедо в Испании и ряд других испанских городов.
- Брагский обряд — архиепархия Браги на севере Португалии.
- Лионский обряд — в реформированном виде в Лионе, во Франции, и в одном из храмов города — в дореформенном[1].
- Заирский обряд — Центральная Африка.
- Ндзон-меленский обряд (практика этого обряда продолжает формироваться до сегодняшнего дня в Яунде, Республика Камерун).
- Амазонский обряд (практика этого обряда формируется в Ватикане по принципу инкультурации элементов индейской культуры)

## Исчезнувшие обряды
- Аквилейский обряд — использовался в Аквилейском патриархате (северная Адриатика) в I тысячелетии.
- Беневентанский обряд — использовался на территории лангобардского княжества Беневенто (Южная Италия) в I тысячелетии.
- Галликанский обряд — использовался в Галлии в I тысячелетии, были попытки его реставрации в XX веке.
- Кельтский обряд — практиковался кельтскими народами в Британии, Ирландии и Бретани в I тысячелетии.
- Глаголический обряд — практиковался вплоть до середины XX века в северной Хорватии. Представлял собой уникальное явление — римская месса служилась на старославянском с богослужебными книгами на глаголице. Единственный из западных обрядов, основным языком для которого была не латынь.
- Сарумский обряд — использовался в Англии. После отделения Английской церкви от Католической послужил основой для литургии англиканской церкви.
- Африканский обряд — использовался в Северной Африке. Постепенно исчез в результате гонений со стороны мусульманских правителей.

Лионский, глаголический и сарумский обряды фактически были разновидностями римского, хотя и с рядом своих особенностей, в то время как прочие обряды базировались на собственной традиции.
Монашеские обряды, как правило, были весьма близки к римскому и употреблялись только внутри ордена. Наиболее известным из них является доминиканский обряд у доминиканцев, который, однако, практически исчез в середине XX века в результате реформ II Ватиканского собора и сохраняется лишь в отдельных общинах (Братство св. Винсента Феррера и отдельные доминиканцы).